# Русская троица
Ру́сская тро́ица (оригинальное написание: Руськая троица; укр. Руська трійця, нем. Ruthenische Dreiheit, пол. Ruska Trójca) — литературная группа, возникшая в 1834 году во Львовской духовной семинарии, стоявшая у истоков русофильского и украинофильского движений в Галиции. Как организация распалась после того как основатели кружка — Маркиан Шашкевич, Яков Головацкий и Иван Вагилевич — были принуждены австрийскими властями покинуть Львов.

## История
Русская троица возникла в конце 1834 года в Галиции во Львовской духовной семинарии. Группа родилась в атмосфере романтизма, её деятельность носила выразительно славянофильский и будительско-демократический характер. Участники кружка выбрали для себя славянские псевдонимы (Шашкевич — Руслан, Вагилевич — Далибор, Головацкий — Ярослав, его брат Иван — Богдан, Илькевич — Мирослав и т. д.). Всего группа насчитывала около двадцати участников. Среди наиболее ярких членов кружка наряду с Маркианом Шашкевичем, Иваном Вагилевичем и Яковом Головацким выделяются Денис Зубрицкий, Григорий Шашкевич (брат Маркиана Шашкевича), Николай Устианович, Иоанн (Снегурский), Иоанн (Могильницкий), Михаил Гарасевич и др. В качестве девиза группы были взяты слова Маркиана Шашкевича, вписанные им в общий альбом: «свети, звезда, на всё поле, пока месяц взойдёт».
Яков Головацкий впоследствии объяснял происхождение названия кружка «Русская троица» так: «Шашкевич познакомил меня с Иваном Вагилевичем, моим коллегою на первом году философии, и с тех пор мы стали сердечнейшими друзьями. Мы постоянно, встречаясь дома, в аудиториях, на прогулках, всюду мы втроем говорили, толковали, спорили, читали, критиковали, рассуждали о литературе, народности, истории, политике и пр., и почти всегда мы говорили по-русски, так что коллеги называли нас в насмешку «русская тройца». Из сбереженных грошей я покупал книжки преимущественно русские. Я купил во Львове польско-русскую грамматику Гродзицкого, «Лиру» Державина, изд[анную] в Вильне. Больше нельзя было найти во Львове, и я выписал «Историю» Бантыш-Каменского (три тома), Котляревского «Энеиду» — три книги, Кулжинского «Малорусская деревня» и др. При том я приобрел в польском переводе поэмы Пушкина, изд[анные] в Вильне, и «Историю России» Кайданова (два тома) за невозможностью получить их в подлиннике».
Вокруг «Русской троицы» объединялась молодежь, которая стремилась работать на благо своего народа. Некоторые члены кружка, возникшего вокруг «Русской троицы» (Г. Илькевич, М. Кульчицкий и др.) были связаны с польским революционным подпольем. Собирая устное народное творчество, изучая историю народа, делая переводы произведений славянских будителей, члены кружка старались также писать собственные литературные и научные произведения. Участники кружка утверждали, что русины Галиции, Буковины и Закарпатья являются неотъемлемой частью украинского народа, который имеет свою историю, язык и культуру. Историк национальных движений в Галиции Н. М. Пашаева отмечает, что «в своих симпатиях к России и Малороссии (Украине) как органической и неотъемлемой ее части галицкие будители не различали части и целого», размежевание на русофилов и украинофилов произошло только в 1860-е годы, отчего национальные воззвания будителей из «Русской троицы» к галичанам могут рассматриваться двояко.
Деятельность «Русской троицы», вызванная как социально-национальным порабощением славян в Австрийской империи, так и пробуждением других славянских народов, перешла границы узко-локальной культуры. Особым почетом членов «Русской троицы» пользовалась «Энеида» И. Котляревского, фольклорные сборники М. Максимовича и И. Срезневского, грамматика А. Павловского, былины Кирши Данилова, труды Николая Карамзина, произведения харьковских романтиков, чешских и польских писателей и т.д.
После того как основатели «Русской троицы» были обвинены австрийскими властями в пособничестве Российской империи и революционной деятельности, они были вынуждены покинуть стены Львовской духовной семинарии и кружок распался.

## Культурный вклад
Наивысшей исторической заслугой «Русской троицы» перед движением национального возрождения галичан считается издание альманаха «Русалка Днестровская» (1837), в которой впервые в истории литературы в Галиции был использован народный украинский язык, тем самым получен мощный толчок развитию украинской народной литературы в крае.
Идея славянской взаимности, которая пронизывала «Русалку Днестровскую», роднит её с поэмой Яна Коллара «Slavy dcera» (1824). Влияние на образование «Русской троицы» имел также другой чешский славист Ян Ковбек. «Русалку Днестровую» австрийская власть запретила.
Благодаря усилиям Я. Ф. Головацкого в Галиции впервые познакомились с творчеством русских поэтов и писателей, в частности, с сочинениями Ломоносова, Пушкина, Лермонтова, Державина. В 30-е годы установились прочные контакты между «Русской троицей» и интеллигенцией из России. С визитами к «галицким будителям» Головацкому, Шашкевичу и Вагилевичу приезжали многие русские интеллектуалы. «Русская троица» поддерживала тесные связи с М. П. Погодиным, Н. И. Надеждиным, П. В. Киреевским, И. И. Срезневским, О. М. Бодянским, Д. М. Княжевичем и многими др. Благодаря усилиям М. П. Погодина, участники кружка «Русская троица» стали распространять в Галиции литературу на русском языке, за что подверглись репрессиям со стороны австрийского правительства.

### Издания
- Гербель Н. В. Червоннорусские поэты // Поэзия славян. Сборник лучших поэтических произведений славянских народов. СПб., 1871.
- Українські поети-романтики 20-40’х рр. 19 століття. — Київ, 1968.
- Українські поети-романтики 20-60’х рр. 19 століття. — Київ, 1987.

### Исследования

#### На русском языке
- Головацкий Я. Ф. Воспоминание о Маркиане Шашкевиче и Иване Вагилевиче. Львов: Издательство Галицко-Русской Матицы, 1885.
- Грот К. Я. Галицкая Русь прежде и ныне. Санкт-Петербург, 1907.
- Аристов Ф. Ф. Карпато-русскіе писатели. ИзслЪдованіе по неизданнымъ источникамъ. Томъ первый. — М., 1916.
- Ваврик В. Р. Русское движение в Галиции. — Львов: Типография Ставропигийского института, 1929.
- Малкин В. А. Русская литература в Галиции. Львов: Издательство Львовского университета, 1957.
- Никитин С. А. Славянское возрождение: сборник статей и материалов. М.: Наука, 1966.
- Ваврик В. Р. Краткий очерк галицко-русской письменности. Лувен, 1973.
- Лысяная О. С. Пути развития русской и украинской музыкальной культуры от средневековья к XIX веку. Харьков, 1993.
- Пашаева Н. М. Очерки истории русского движения в Галичине XIX—XX веков. М., 2001.

#### На украинском языке
- Нахлік Є. К. Нова література в Західній Україні// Історія української літератури 19 століття. Кн.1. — Київ, 1995.
- Кирчів Р. Ф. Етнографічно-фольклористична діяльність «Руської Трійці» — Киів, 1990.
- Шашкевичіана. Нова серія. Випуск 1-2. Львів-Броди-Вінніпег, 1996.
- Журавська І. Ю. Франко і розвиток чесько-українських літературних зв’язків. — Київ, 1958.
- Кирилюк Є. П. Український романтизм у типологічному зіставленні з літературами західно- і південнослов’янських народів(перша половина 19 століття). Сьомий Міжнародний з’їзд славістів. — Київ, 1973.
- Комаринець Т. І. Ідейно-естетичні основи українського романтизму. — Львів, 1973.
- Бовсунівська Т. Феномен українського романтизму. — Київ,1997.
- Плющ П. П. Нариси з історії української літературної мови. — Київ, 1958.